# Розчини обважнені
Розчини обважнені (рос. растворы утяжеленные; англ. weighted muds; нім. beschwerte Spülungen f pl) — водні рідини, які використовуються у збагаченні корисних копалин для виконання фракційних аналізів, а також для глушіння свердловин підвищеної густини внаслідок застосування розсолів і твердої фази.
Одночасне підвищення густини розсолів (розчинів мінеральних солей) зі зниженням їх проникної здатності (у привибійну зону) може бути досягнуто введенням твердих обважнювачів, видалення яких із пор пласта відбувається під дією пластових флюїдів або внаслідок кислотного оброблення. Найчастіше використовують такі обважнювачі: хлорид натрію NaCl (густина 2170 кг/м3), карбонат кальцію СаСО3 (2710 кг/м3), карбонат заліза — сидерит FeCO3 (3800 кг/м3), сульфат барію — барит BaSO4 (4300 кг/м3), оксид заліза — гематит Fe2O3 (5000 кг/м3) і залізистий кварцит — ітабірит (4000 кг/м3). Характеристика мінералу бариту (сульфату барію) BaSO4 така: молекулярна маса — 233,4; густина — 4480 кг/м3; зовнішній вигляд — безбарвна кристалічна речовина; твердість за шкалою Мооса — 3-3,5; тип кристалічної ґратки — ромбічний; температура плавлення — 1580 °С; абразивність — невисока; молярна теплоємкість при 25 °С і 101,3 кПа — 101,8 Дж/(моль•К); розчинність у воді, г/100 г, при температурі, °С: — 18 — 0,00022; 100 — 0,00041.
Як рідину (дисперсійне середовище) для приготування використовують розчини мінеральних солей, іноді глинистий розчин або звичайну воду. Застосування обважнених рідин глушіння, як правило, пов'язане з інфільтрацією їх в пласт і зниженням проникності. Це необхідно враховувати під час проведення підземного ремонту свердловин. Гематит значно погіршує фільтраційні властивості колекторів, чинить ерозійне і корозійне діяння на устаткування, тому його намагаються не застосовувати.
Найбільш широко у світовій практиці застосовують барити, хоч з екологічних міркувань забороняється скидати розчини, оброблені баритом, у земляні амбари. Альтернативним у цьому аспекті є доломіт CaMg(CO3)2. За потреби незначного збільшення густини розчину (в межах 1200—1300 кг/м3) як обважнювач можна застосовувати крейду CaCO3. Барит використовують у глинистому, хлормагнієвому і хлоркалієвому розчинах з густиною понад 1300—1500 кг/м3, у водному розчині бентоніту з густиною 1800—2000 кг/м3. Доломіт використовують у хлоркалієвому і хлормагнієвому розчинах з густиною до 1300—1500 кг/м3. Тверді обважнювачі використовують тільки у складі тиксотропних полімерних розчинів. Полімерні розсоли низької густини (насичені розчини хлориду натрію і кальцію), які обважені хлоридом натрію і карбонатом кальцію, можуть мати густину, яка не перевищує 1740 кг/м3, в той час як використання гематиту й ітабіриту може забезпечити густину рідини до 2280 кг/м3. Молотий вапняк CaCO3 високої чистоти дає змогу підвищити густину розсолів до 1800 кг/м3.
Термін не є суто науковим, а технічним (бо обважнена рідина не є розчином, а суспензією або гідросумішшю — в залежності від крупності частинок обважнювача).